# Атос-Аспис
Ато́с-Аспи́с (фр. Athos-Aspis) — коммуна во Франции, находится в регионе Новая Аквитания. Департамент — Атлантические Пиренеи. Входит в состав кантона Ортез и Тер-де-Гав и дю Сель. Округ коммуны — Олорон-Сент-Мари.
Код INSEE коммуны — 64071.

## География
Коммуна расположена приблизительно в 660 км к югу от Парижа, в 165 км южнее Бордо, в 55 км к западу от По.
На западе коммуны протекает река Гав-д’Олорон.

### Климат
Климат тёплый океанический. Зима мягкая, средняя температура января — от +5°С до +13°С, температуры ниже −10 °C бывают редко. Снег выпадает около 15 дней в году с ноября по апрель. Максимальная температура летом порядка 20-30 °C, выше 35 °C бывает очень редко. Количество осадков высокое, порядка 1100 мм в год. Характерна безветренная погода, сильные ветры очень редки.

## Население
Население коммуны на 2010 год составляло 185 человек.
| 1962 | 1968 | 1975 | 1982 | 1990 | 1999 | 2010 |
| ---- | ---- | ---- | ---- | ---- | ---- | ---- |
| 209  | 213  | 203  | 201  | 197  | 203  | 185  |

## Администрация
| Период | Период | Фамилия           | Партия | Примечания |
| ------ | ------ | ----------------- | ------ | ---------- |
| 1995   | 2008   | Жан-Робер Латайад |        |            |
| 2008   | 2014   | Жан-Мишель Перюзе |        |            |
| 2014   | 2020   | Жан-Робер Латайад |        |            |

## Экономика
В 2010 году среди 120 человек трудоспособного возраста (15-64 лет) 87 были экономически активными, 33 — неактивными (показатель активности — 72,5 %, в 1999 году было 66,7 %). Из 87 активных жителей работали 76 человек (36 мужчин и 40 женщин), безработных было 11 (4 мужчины и 7 женщин). Среди 33 неактивных 4 человека были учениками или студентами, 18 — пенсионерами, 11 были неактивными по другим причинам.

## Фотогалерея
- Церковь
- Церковь
- Руины замка